# Semantron

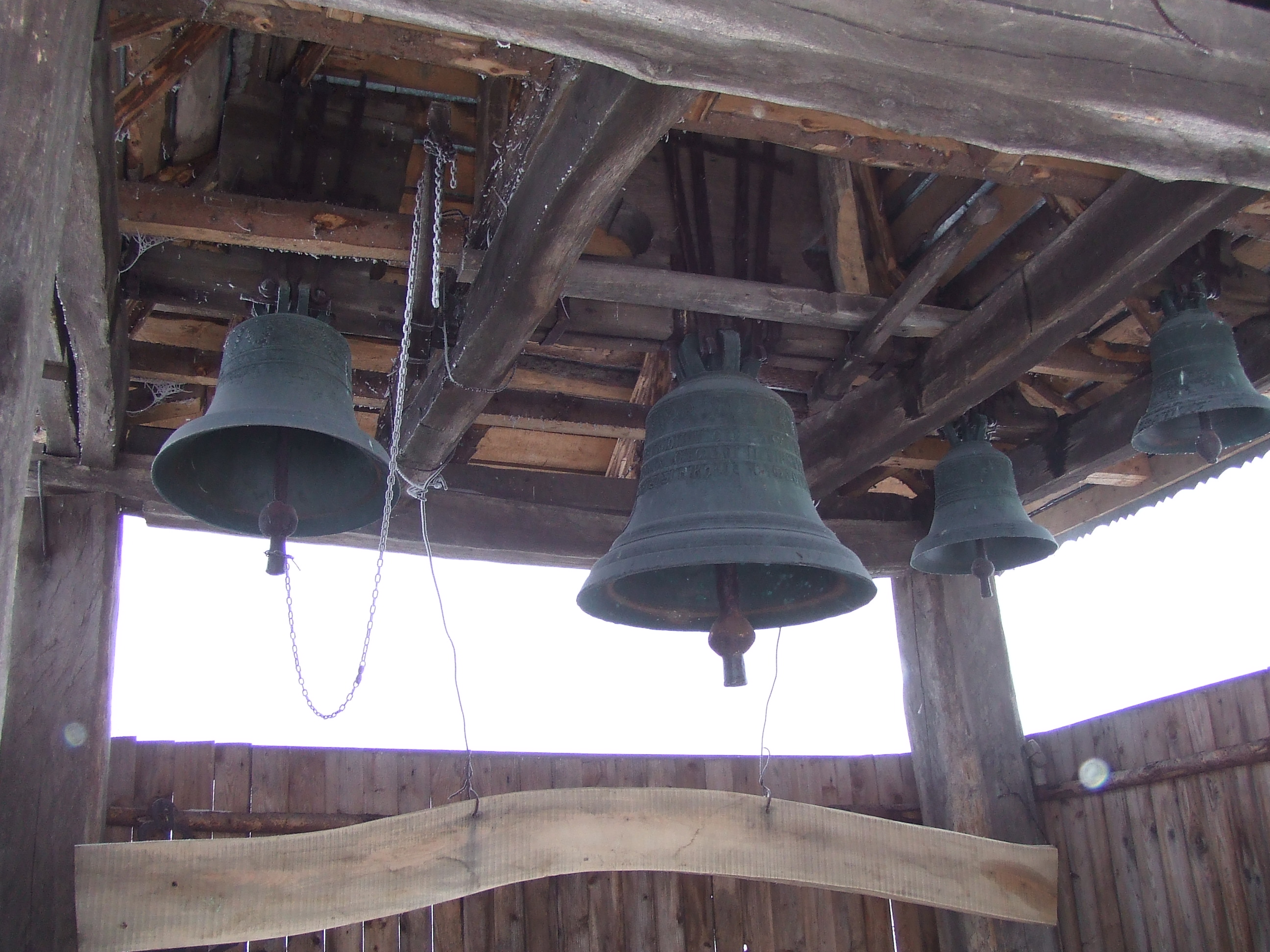
Toacă im Glockenstuhl von Căpuşneni, Kreis Vaslui, Rumänien

Semantron, griechisch σημαντρον, auch semanterion, sēmantēr, simandron, σημαντήριον, rumänisch toacă, bulgarisch bilo (aus Holz) und klepàlo (aus Eisen), arabisch naqus, lateinisch tabula, „Stundentrommel“, ist ein in der Regel langes hölzernes Schlagbrett, das in den orthodoxen Kirchen und in der katholischen Kirche anstatt oder neben den Glocken verwendet wird. Gespielt wird es mit einem oder zwei Hämmern oder mit einem Hakenstock. Wahrscheinlich hat sich das Aufschlagidiophon im 8. Jahrhundert aus dem in den Klöstern gebräuchlichen Weckhammer entwickelt.

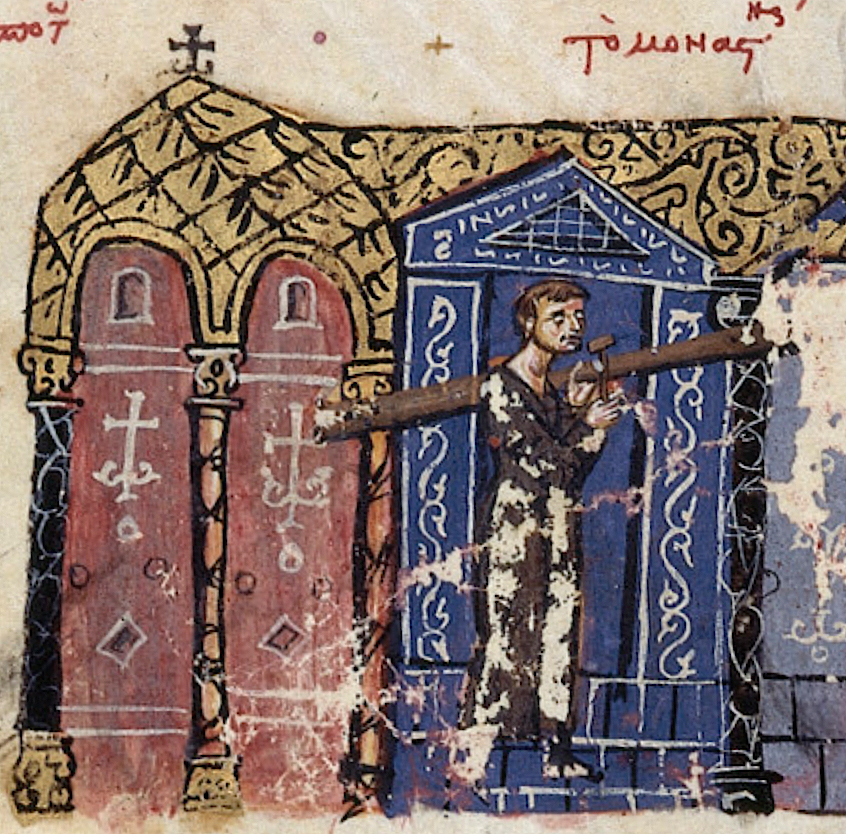
Ein Mönch schlägt ein semantron. Detail aus der Madrider Bilderhandschrift des Skylitzes, einer byzantinischen Buchmalerei aus Sizilien, 12. Jahrhundert

Die schlichteste Form ist ein freischwingend aufgehängter Holzbalken, der mit Holzhämmern geschlagen wird, oder ein Metallstück, das durch Metallhämmer zum rhythmischen Klingen angeregt wird. Durch das Anschlagen des Semantrons an verschiedenen Stellen können unterschiedliche Klänge und Tonhöhen erzielt werden.
Waagrecht an zwei Pfosten aufgehängte Schlagbretter wie das klabeklis im Baltikum dienten früher für die Dorfbevölkerung als Signalinstrumente. Ebenfalls jenseits der kirchlichen Verwendung hat das Spiel des toacă in Rumänien auch Zugang zu internationalen Musik-Festivals gefunden, wobei die traditionellen Rhythmen experimentell verarbeitet werden.
Ein vergleichbares Schlagstabspiel aus Gusseisen zum Ersatz von Kirchenglocken war das im 19. Jahrhundert in Deutschland und England eingeführte Stabgeläute. 
In tibetisch-buddhistischen Klöstern ähnelt das tragbare Schlagbrett gandi in Form und Funktion dem semantron. In den buddhistischen Klöstern Myanmars verwenden Mönche die Bronzeschlagplatte kyizi als Signalgeber.